# 三谷研爾
三谷 研爾（みたに けんじ、1961年 - ）は、日本のドイツ文学者。大阪大学教授。
専門はドイツ・オーストリア文学、中欧文化論。

## 略歴
京都生まれ。1984年大阪大学文学部独文科卒、1987年同大学院文学研究科博士後期課程中退、大阪府立大学助手、1990年講師、2000年大阪大学文学研究科助教授、2007年准教授、2008年教授。
2008年「世紀転換期のプラハ モダン都市の空間とその文学的表象」で阪大博士（文学）。妻はドイツ文学者の阪井葉子（1961-2017）。

## 著書
- 『世紀転換期のプラハ モダン都市の空間と文学的表象』（三元社） 2010
- 『境界としてのテクスト カフカ・物語・言説』（鳥影社） 2014

### 共編
- 『中欧 - その変奏』（平田達治監修、松村國隆, 金子元臣共編、鳥影社） 1998
- 『ドイツ文化史への招待 芸術と社会のあいだ』（編、大阪大学出版会、阪大リーブル） 2007
- 『コンフリクトのなかの芸術と表現 文化的ダイナミズムの地平』（圀府寺司, 伊東信宏共編、大阪大学出版会、叢書コンフリクトの人文学4） 2012

- 『中欧-その変奏』平田達治監修, 松村國隆,金子元臣共編　鳥影社、1998.6
- 『ドイツ文化史への招待 芸術と社会のあいだ』 (阪大リーブル）編 大阪大学出版会,2007.10
- 阪井葉子『戦後ドイツに響くユダヤの歌 イディッシュ民謡復』編、青弓社、2019.8
- 『東欧文学の多言語的トポス』井上暁子編, 阿部賢一, 藤田恭子, 越野剛共著　水声社、2020.3

### 翻訳
- マーク・アンダーソン『カフカの衣装』武林多寿子共訳、高科書店） 1997
- ジークムント・フロイト『処女性のタブー 子供がぶたれる 1916-19年』家高洋, 吉田耕太郎共訳、岩波書店、フロイト全集16） 2010

## 参考
- [ISBN　978-4-88303-264-8]
- J-GOBAL